# Hori (vezír)

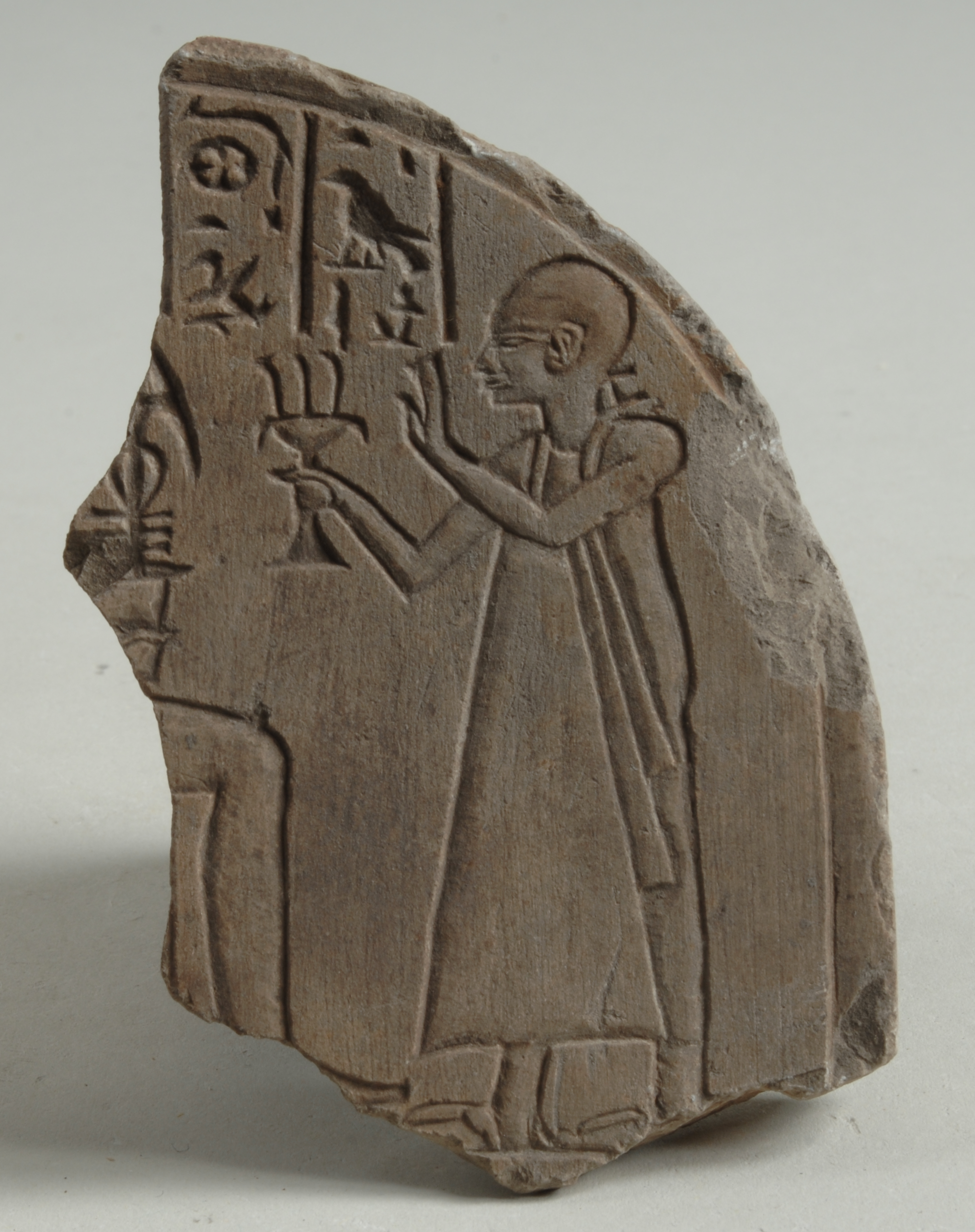
Hori vezír sztéléje, ma a torinói Museo Egizióban

Hori („Hóruszhoz tartozó”) ókori egyiptomi vezír a XIX. dinasztia végén, a XX. dinasztia elején, II. Széthi, Sziptah, Tauszert, Széthnaht és III. Ramszesz fáraók uralkodása alatt.
Hori apja Hori, Ptah főpapja, nagyapja Haemuaszet herceg, szintén Ptah főpapja, dédnagyszülei II. Ramszesz fáraó és Iszetnofret királyné. Hori a II. Ramszeszt követő Merenptah fáraó fia, II. Széthi uralkodási idejében lett vezír, és egészen III. Ramszesz uralkodásának 16. évéig töltötte be hivatalát. Elődje Paréemheb, utódja To vezír volt.

## Fordítás
- Ez a szócikk részben vagy egészben  a   Hori II (Vizier) című angol Wikipédia-szócikk ezen változatának fordításán alapul.  Az eredeti cikk szerkesztőit annak laptörténete sorolja fel. Ez a jelzés csupán a megfogalmazás eredetét és a szerzői jogokat jelzi, nem szolgál a cikkben szereplő információk forrásmegjelöléseként.